# The Loco-Motion
«The Loco-Motion» es una canción popularizada por la cantante estadounidense Little Eva. Fue escrita por el compositor estadounidense Gerry Goffin y la compositora y cantante Carole King, llegando al número uno de Billboard en el año 1962. Posteriormente el grupo estadounidense de Hard Rock "Grand Funk Railroad" versionó esta canción llegando también al número uno de Billboard en el año 1974 y con la cantante australiana Kylie Minogue fue N.º 1 en Australia y el Reino Unido y N.º 3 en la lista estadounidense de Billboard en 1988. También fue versionada por Ritz, Silvie Vartan, Carole King (su autora), The Ventures, Charly García. En 1996 Ana Belén versiona el tema en español para la gira y el disco El gusto es nuestro, con el título La locomotion.

## Versión de Little Eva
King y Goffin escribieron "The Loco-Motion" con la esperanza que fuera grabada por Dee Dee Sharp, que anteriormente había tenido un hit con "Mashed Potato Time". Sharp descartó la canción, y esto abrió la oportunidad para Eva Boyd, que había grabado el demo. Dee Dee Sharp lamentó no haber grabado esta canción.[cita requerida]
La versión de Boyd fue liberada y su nombre fue cambiado a Little Eva. En ese momento era la niñera de Carole King estando en contacto con King y con su esposo Gerry Goffin por el grupo local femenino The Cookies que también grababan composiciones para estos compositores.[cita requerida]
"The Loco-Motion" fue el primer sencillo liberado por la nueva compañía Dimension Records, que también liberaría muchas de las canciones producidas por Goffin y King. Hubo otras dos versiones de la canción en circulación a cargo de la nueva compañía Dimension Records: una incluía aplausos en los versos y la otra no tenía aplausos. King estuvo en los coros durante la grabación.[cita requerida]

## Recepción
En los Estados Unidos, "The Loco-Motion" fue el sexto sencillo más exitoso de 1962, de acuerdo a Billboard Hot 100. Fue también el tercer sencillo más exitoso de 1962 en South Africa. 
En marzo de 1965, Little Eva cantó en la serie de ABC-TV Shindig!, siendo este el único y conocido video de esta cantante con esta canción. Un cover de esta canción fue grabada por el grupo británico femenino The Vernons Girls llegando a las listas en la misma semana de la versión de Little Eva. La versión de The Vernons Girls, llegó al N°47 en el Reino Unido mientras que la versión de Little Eva llegó al N.º 2 en las listas británicas. Reingresaría en las listas 10 años después llegando al Top 10 otra vez en el N°11. La versión de Litle Eva fue más tarde presentada en la película de David Lynch Empire (2006). "The Loco-Motion" está clasificada en el n.º 359 en la revista Rolling Stone. en "The 500 Greatest Songs of All Time" (Las más grandes 500 canciones de todos los tiempos).
Ampliamente se ha creído la historia de cómo la canción "The Loco-Motion" fue realizada por Carole King, cuando estaba tocando música en su hogar y Eva Boyd hacía algunos coros y comenzaba a bailar. El baile de "Loco-Motion" había nacido. Pero esto no es verdad. Eva Boyd fue introducida con Goffin y King cuando ellos realizaban las voces para cantar así como su grabación de "The Loco-Motion". Carol King mencionó estos detalles durante una entrevista en National Public Radio (NPF) poco tiempo después de la muerte de Eva.
La canción vino antes del baile y no fue el baile que se presentó cuando la canción fue originalmente escrita. Cuando la canción fue un gran hit, Eva Boyd finalizó la creación del baile con la canción. Carloe King inició esto con ella en su video "One to One". Durante la presentación en vivo de la canción, Little Eva pudo ver haciendo su versión del baile. 
Otro dato importante es que ella recibió de pago solo 50 dólares por "The Loco-Motion". Nunca fue dueña de los derechos de su grabación y que 50 dólares es actualmente el salario semanal durante el año en que hizo grabaciones (un incremento de 15 dólares que Goffin y King le pagaban como niñera). En 1971 se mudó a Carolina y vivió en la oscuridad, con trabajos de bajo perfil hasta que fue redescubierta en 1981. Murió de cáncer cervico-uterino en 2003.
El DJ Top 40 Dan Ingram creía que la versión original de "The Loco-Motion" había sido grabada por Carole King. El productor Peter Waterman también creía que la canción había sido cantada en la grabación. Se escucha la voz muy clara de King en los coros de respaldo en la grabación de Little Eva.

## Versión de Sylvie Vartan (en francés)
En 1962, la cantante francesa Sylvie Vartan grabó una versión de "The Loco-Motion" en el idioma francés, llamada "Le Loco-motion", bajo el sello RCA Victor, de Francia. La versión de Vartan llegó al N.º 1 en las listas francesas el 13 de octubre de 1962 y permaneció allí una semana. En Bélgica fue N.º 6.

## Versión del Grand Funk Railroad
"The Loco-Motion"
Grand funk railroad loco motion.jpg
Sencillo por Grand Funk Railroad
del álbum Shinin' On
Lado B "Destitute and Losin'"
Liberado Mayo 1974
Formato	7", 45rpm
Graado        1973
Género	Hard rock, glam rock
Duración  2:46
Sello	Capitol 3840
Compositor(s)	Gerry Goffin, Carole King
Productor(s)	Todd Rundgren
Cronología de sencillos Grand Funk Railroad 
"Walk Like a Man" (1973) 	
"The Loco-Motion" (1974) 	
"Shinin' On" (1974)

## Respaldo
La banda de rock estadounidense Grand Funk Railroad grabó una versión de la canción en 1974 producida por Todd Rundgren. La decisión de tocar la canción surgió después de que el guitarrista Mark Farner estuviera silbando la canción en el estudio.
La versión de la canción por The Grand Funk presentaba guitarras, varios tonos de armonía y batería muy pesada. Algunas estaciones de radio reemplazaron la sección de guitarra instrumental con la repetición de un puente en su lugar ("tienes que balancear tus caderas ahora), porque los disc jockeys creían firmemente que el solo de guitarra estática que era una muestra de hard rock (rock duro) demasiado experimental para la transmisión de las estaciones de radio comerciales.
Durante la década de los 2000s, esta versión de la canción fue presentada en anuncios publicitarios para la tecnología y la compañía de comunicación japonesa SoftBank, presentando al grupo po SMAP, el cual también uso la canción en sus espectáculos de variedades por la televisión SMAPxSMAP para músico de video, cantando solo la grabación original grabada por Grand Funk en lugar de una versión cover.
La canción está disponible al descargar su contenido para Bandas de Rock 5.

## Recepción
"The Loco-Motion" apareció en el álbum Shinin' On (Brillando) y fue liberada como un sencillo a finales del invierno de 1973, llegando posteriormente al N.º 1 de la lista de Billboard Hot 100 permaneciendo por dos semanas en mayo de 1974. Fue también N.º 5 en Australia, N.º 1 en Canadá y N°11 en Alemania Occidental. 
Chart performance
Weekly charts
Chart (1974–75) 	Peak
position
Australian Singles Chart[20] 	5
Austrian Singles Chart 	7
Canada RPM Top Singles[21] 	1
German Singles Chart 	10
US Billboard Hot 100[22] 	1
US Cash Box Top 100[23] 	1
Year-end charts
Chart (1974) 	Rank
Australia[citation needed] 	47
Canadá [24] 	5
US Billboard Hot 100[25] 	6
US Cash Box [26] 	13

## Versión de Carole King
Carole King también grabó esta canción of "The Loco-Motion" para su álbum de estudio de 1980, Pearls: Song of Goffin and King. El álbum llegó al N.° 44 siendo el último hit en el Top 40 hasta la fecha. "One Fine Day", llegó al N.° 12 en las listas. King también cantó "The Loco-Motion" en su álbum en vivo, titulado "The Living Room Tour", liberado el 12 de julio de 2005. El álbum llegó al N.° 17 en las listas para álbumes el 30 de julio de 2005.

## Versión de Dave Stewart y Barbara Gaskin
En mayo de 1986, Dave Stewart y Barbara Gaskin liberaron una versión de esta canción  como un sencillo. El dúo llegó al N.º 1 en el Reino Unido, aunque habían tenido en 1981 un pequeño éxito con la versión "It's My Party" (original de Lesley Gore en 1964) un éxito retro. Pero este sencillo de 1986 contó con el apoyo de una gran promoción que ayudó a ganarle atención, con lo que apareció en el N.° 70 en las listas del Reino Unido.

## Versión de Kylie Minogue

### Historia
Después de una improvisada presentación de la canción en un evento de caridad Australian rules football con el elenco de la telenovela australiana Neighbours, Minogue firmó un contrato con Mushroom Records para lanzar la canción como un sencillo. El sencillo fue lanzado el 28 de julio de 1987 en Australia, Suecia e Italia bajo el título de "Locomotion". La canción fue un éxito en Australia, llegando a la posición n.º 1 y quedándose ahí por siete semanas consecutivas. El éxito de la canción en su país natal resultó en su firma un contrato de grabación con PWL Records en Londres y para trabajar con el exitoso equipo Stock, Aitken & Waterman, quien produjo el sencillo.
Durante 1988 hubo una regrabación y una versión remix de la canción fue lanzado mundialmente con el título de "The Loco-Motion". Este nuevo lanzamiento fue un éxito más grande que el anterior, llegando al top 5 en el Reino Unido, los Estados Unidos y Canadá. La versión de Minogue apareció en la película Arthut 2: On The Rocks, protagonizada por Dudley Moore y Liza Minnelli.
El video musical de The Loco-Motion fue filmado en el Essendon Airport y los estudios ABC en Melbourne, Australia.
A fines de 1988 la canción fue nominada a Mejor sencillo internacional en los Canadian Music Industry Awards.

### Rendimiento en las listas
En 1987 la canción estableció el récord de El sencillo australiano más exitoso de la década. En todas las partes de Europa y Asia la canción también presentó un buen rendimiento en las listas, llegando al primer puesto en Bélgica, Finlandia, Irlanda, Israel, Japón , Hong Kong, y Sudáfrica.
El lanzamiento de la canción en 1988 en el Reino Unido debutó en el #2 en la lista de sencillos -La entrada más alta en el Reino Unido por parte de una artista femenina, récord que antes pertenecía a la estadounidense Madonna)- debido a las fuertes ventas del disco vinilo y la sintonía que tenía en las radios del país. Este se mantuvo en el #2 por cuatro semanas antes de caer al #3. Con ventas de 440 000 copias en sólo el Reino Unido fue el undécimo sencillo más vendido del año. La canción se convirtió en el tercer top 5 de Minogue en Reino Unido y es uno de sus más importantes sencillos hasta la fecha. Durantes fines de 1988, Minogue viajó a los Estados Unidos para promocionar el sencillo, donde ella hizo presentaciones en vivo y entrevistas en programas de televisión americanos.
The Loco-Motion debutó en la posición #80 en Estados Unidos y más tarde subió a la posición #3 por dos semanas. La canción fue el segundo sencillo de Minogue para los Estados Unidos, pero el primero no alcanzó a llegar al top 10. Este tema sigue siendo su canción más exitosa en EE. UU. 
La canción también entró en las listas de Canadá en la lista top pop llegando al primer puesto. En Europa alcanzó el primer puesto por varias semanas y en el World Chart figuró en el tercer lugar.

### Presentaciones en vivo
La canción fue presentada en las siguientes giras y programas de televisión:
- Disco in Dreams/The Hitman Roadshow
- Enjoy Yourself Tour
- Rhythm Of Love Tour
- Let's Get To It Tour
- Intimate and Live
- Kylie Fever Tour 2002
- Showgirl: The Greatest Hits Tour
- Showgirl: Homecoming Tour
- For You, For Me Tour
- Kiss Me Once Tour
- Kylie Summer 2015
- An Audience With... Kylie

### Formatos

#### Casete Sencillo Australiano
1. «Locomotion» — 3:17
2. «Locomotion» (Chugga-Motion mix) — 7:38
3. «Locomotion» (Girl Meets Boy mix) — 3:15
4. «Glad to Be Alive» (7" mix) — 3:41

#### Vinilo Sencillo Australiano
1. «Locomotion» (Chugga-Motion mix) — 7:38
2. «Locomotion» (Girl Meets Boy mix) — 3:15
3. «Glad to Be Alive» (7" mix) — 3:42

#### Vinilo Sencillo Británico
1. «The Loco-motion» (Kohaku mix) — 5:59
2. «I'll Still Be Loving You» — 3:45

#### Vinilo Sencillo Norteamericano
1. «The Loco-motion» (Kohaku mix) — 5:59
2. «The Loco-motion» (Sankie mix) —6:35
3. «The Loco-motion» — 3:17
4. «I'll Still Be Loving You» — 3:45

### Listas de popularidad
| Listas (1987)                      | Posición más alta |
| ---------------------------------- | ----------------- |
| Australian ARIA Singles Chart      | 1                 |
| Listas (1988)                      | Posición más alta |
| Austrian Singles Chart             | 3                 |
| Bélgica Singles Chart              | 1                 |
| Canadá Singles Chart               | 1                 |
| Holanda Singles Chart              | 6                 |
| Eurochart Hot 100 Singles          | 1                 |
| Finlandia Singles Chart            | 1                 |
| Francia Singles Chart              | 5                 |
| Alemania Singles Chart             | 3                 |
| Irlanda Singles Chart              | 1                 |
| Italia Singles Chart               | 6                 |
| Japón Singles Chart                | 1                 |
| Nueva Zelanda Singles Chart        | 8                 |
| Noruega Singles Chart              | 3                 |
| Perú Top 100                       | 1                 |
| Sudáfrica Singles Chart            | 1                 |
| Suecia Singles Chart               | 10                |
| Suiza Singles Chart                | 2                 |
| UK Singles Chart                   | 2                 |
| U.S. Billboard Hot 100             | 3                 |
| U.S. Billboard Hot Dance Club Play | 12                |
| U.S. Billboard Hot Dance Music     | 4                 |